# 黏滑杜父鱼
黏滑杜父鱼（学名：Cottus dzungaricus）为輻鰭魚綱鮋形目杜父魚亞目杜父鱼科杜父鱼属的鱼类，為溫帶淡水魚，體長可達11.4公分。该物种的模式产地在新疆阿尔泰。又名阿尔泰杜父鱼。
曾被李思忠等认定为西伯利亚杜父鱼（Cottus sibiricus）的亚种，后由Kottelat提升为独立的种Cottus dzungaricus。

## 扩展阅读
維基物種上的相關：黏滑杜父鱼